# Uraš (Göttin)
Uraš (sumerisch Urasch, deutsch ‚Erde‘) ist eine sumerische Erdgöttin. Sie gilt als erste Gemahlin Ans, bis sie in altbabylonischer Zeit durch Ki ersetzt (oder gleichgesetzt) wurde. Uraš ist durch An die Mutter von Nininsina.
Als Ki (sumerisch KI, deutsch ‚Unten‘, ‚Erde‘) ist sie Tochter der sumerischen Urmutter Nammu und Schwester ihres Gatten An. Ihr Kind ist Enlil. In späterer Zeit wird Ki zu Nintu, die schließlich von Inanna als Gattin Ans verdrängt wurde.
Ob Ki in der elamischen Religion und Kulte für Ki unter den Achämeniden auf die sumerische Erdgöttin zurückgeführt werden können, ist nicht erwiesen.